# جایزه بزرگ اسپانیا ۱۹۷۴
جایزه بزرگ اسپانیا ۱۹۷۴ (انگلیسی: ‎1974 Spanish Grand Prix‎) یک مسابقهٔ موتوری در رشتهٔ اتومبیل‌رانی فرمول یک بود که در تاریخ ۲۸ مارس ۱۹۷۴ در پیست دائمی دل جاراما واقع در مادرید، اسپانیا برگزار شد. این گراند پری در میان ۱۵ گراند پری در فصل ۱۹۷۴، مسابقهٔ شمارهٔ ۴ بود.
در این مسابقه که قرار بود در ۸۴ دور و به مسافت ۲۸۵٫۹۳۶ کیلومتر (۱۷۷٫۶۷۲ مایل) برگزار شود، پول پوزیشن توسط نیکی لائودا کسب شد و سریع‌ترین زمان برای طی یک دور پیست که برابر با ۱:۲۰٫۸۳ بود نیز توسط نیکی لائودا به ثبت رسید. این مسابقه پیش از پایان دورهای برنامه‌ریزی‌شده، در دور ۹۰ و پس از طی مسافت ۱۹۰٫۳۶۳ کیلومتر (۱۱۸٫۲۸۶ مایل) متوقف شد.
نیکی لائودا از تیم فراری، کلی رگاتزونی از تیم فراری و امرسون فیتیپالدی از تیم مک‌لارن-فورد به‌ترتیب مقام‌های اول تا سوم مسابقه را کسب کردند.
این مسابقه با پایان یافتن زمان دو ساعته، پیش از به پایان رسیدن ۹۰ دور برنامه‌ریزی‌شده، در دور ۸۴ به پایان رسید.

## رده‌بندی قهرمانی پس از مسابقه
|       | جایگاه | راننده           | امتیاز |
| ----- | ------ | ---------------- | ------ |
|       | ۱      | کلی رگاتزونی     | ۱۶     |
| ۴     | ۲      | نیکی لائودا      | ۱۵     |
|       | ۳      | امرسون فیتیپالدی | ۱۳     |
|       | ۴      | دنی هیولم        | ۱۰     |
| ۲     | ۵      | کارلوس روتمان    | ۹      |
| منبع: |        |                  |        |

|       | جایگاه | سازنده      | امتیاز |
| ----- | ------ | ----------- | ------ |
|       | ۱      | مک‌لارن-فورد | ۲۶     |
|       | ۲      | فراری       | ۲۱     |
|       | ۳      | برابام-فورد | ۹      |
|       | ۴      | بی‌آرام      | ۸      |
| ۱     | ۵      | تایرل-فورد  | ۶      |
| منبع: |        |             |        |

یادداشت
- تنها پنج جایگاه نخست از هر رده‌بندی نمایش داده شده‌است.